# Вијећница у Брчком
Вијећница је зграда у центру Брчког и представља једну од најљепших и најрепрезентативнијих грађевина из аустроугарског периода, грађену у псеудомаварском стилу. 2004. године је проглашена националним спомеником Босне и Херцеговине .

## Историја
Вијећница у Брчком изграђена је 1892. године према идејном пројекту архитекте Александра Витека и извођачком пројекту архитекте Ћирила Ивековића. Изградња је почела 1890. године и трајала је 14 мјесеци и 18 дана. Грађена је у псеудомаварском стилу, са много украса на зидовима, изнад прозора и врата и са куполама на крову. О значају развоја Брчког у политици тадашње власти говори повјеравање посла званичном архитекти Земаљске владе, који ће касније пројектовати и Вијећницу у Сарајеву . У прилог стратешком, политичком и комерцијалном значају Брчког говори и чињеница да је овако репрезентативна зграда градске куће завршена у Брчком 1892. године, прије него што је и почела градња Вијећнице у Сарајеву. Архитектонске вриједности објекта, његов значај у урбаном миљеу Брчког, те у миљеу градитељског наслијеђа ових простора, стилске особености, предодређују однос према том објекту као споменику архитектуре.
У Вијећници је првобитно била смештена општина, а затим пошта, телеграф, Савска капетанија и градска библиотека. Данас се у њој налази Канцеларија градоначелника и Умјетничка галерија Брчко дистрикта Босне и Херцеговине .